# 제국보기

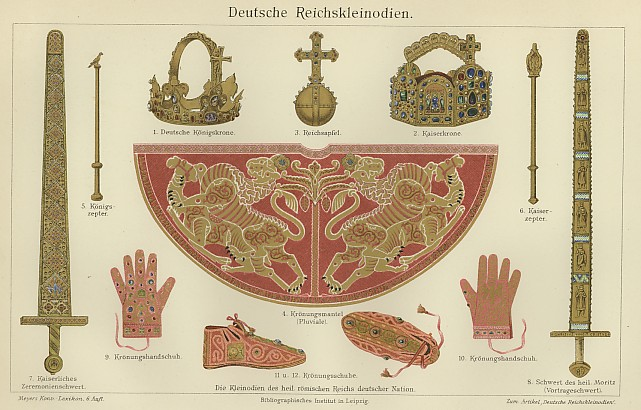

제국보기(帝國寶器, 독일어: Reichskleinodien 라이히스클라이노딘[*]) 또는 제국표장(帝國標章, 독일어: Reichsinsignien 라이히신지그닌[*])이란 신성로마황제의 대관보기이며 군주권의 상징이다. 여러 가지 보물들로 구성되지만 그 중에서도 가장 중요한 것은 제국관, 성창, 제국검이다. 현재 오스트리아 빈 호프부르크의 황실내탕고에서 보관 중이다. 신성로마제국의 제국보기는 중세 이래로 현재까지 완전히 보존된 유일한 유럽 군주국의 대관보기다.

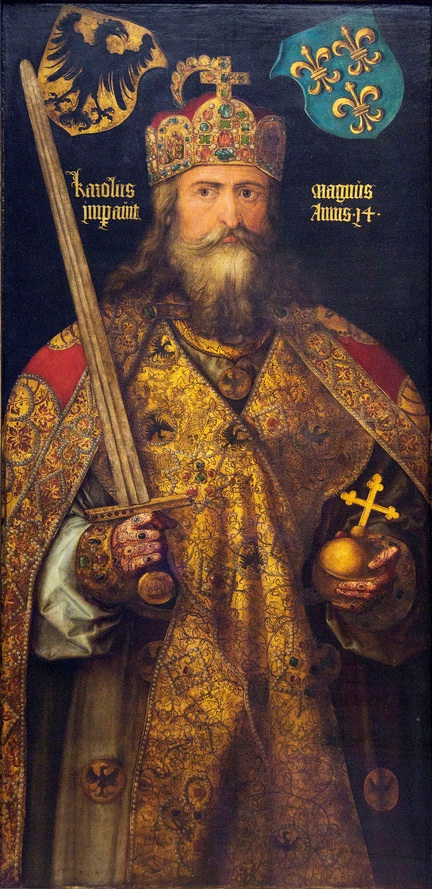
알브레히트 뒤러가 상상해서 그린, 제국보기를 모두 착용한 카롤루스 대제. 하지만 제국보기는 대부분 중세 성기 이후 만들어진 것이라 카롤루스의 시대에는 존재조차 하지 않았다.

## 구성
제국보기는 "아헨 보기"와 "뉘른베르크 보기"로 크게 나뉜다. 아헨 보기란 1794년까지 아헨에 보관된 대관복음서, 슈테판 성체포낭, 카를 대제의 기병도를 말하는 것이고 나머지는 모두 뉘른베르크 보기다. 뉘른베르크 보기라고 하는 이유는 1424년에서 1796년 사이 그 보기들이 보관된 곳이 뉘른베르크였기 때문이다. 제관, 홀, 대례복, 제국검, 슈테판을 제외한 다른 모든 성해함들 등이 뉘른베르크 보기에 속한다.
| 현재 빈 황실내탕고 소장 중:                |                                 |
| 아헨 보기 (Aachener Kleinodien)            | 출처 및 제작시기                |
| 대관복음서 (Krönungsevangeliar)            | 8세기 말 아헨                   |
| 슈테판의 성체포낭 (Stephansbursa)          | 9세기 상반기 카롤루스조         |
| 카를 대제의 기병도 (Säbel Karl des Großen) | 9세기 하반기 동유럽             |
| 뉘른베르크 보기 (Nürnberger Kleinodien)    |                                 |
| 제국관 (Reichskrone)                       | 10세기 하반기 서독일            |
| 제국십자가 (Reichskreuz)                   | 1024년-1025년경 서독일          |
| 성창 (Heilige Lanze)                       | 8세기-9세기 랑고바르드          |
| 참십자가 조각 (Kreuzpartikel)              |                                 |
| 제국검 (Reichsschwert)                     | 11세기 중반 독일                |
| 제국보주 (Reichsapfel)                     | 12세기 말엽 서독일              |
| 대관망토 (Krönungsmantel)                  | 1133년-1134년 팔레르모          |
| 장백의                                     | 1181년 팔레르모                 |
| 대례복 (Dalmatica 또는 Tunicella)          | 1140년경 팔레르모               |
| 양말                                       | 1170년경 팔레르모               |
| 구두                                       | 1130년경 또는 1220년경 팔레르모 |
| 장갑                                       | 1220년 팔레르모                 |
| 의전검 (Zeremonienschwert)                 | 1220년 팔레르모                 |
| 영대 (Stola)                               | 1338년 이전 중이탈리아          |
| 수리대례복 (Adlerdalmatica)                | 1350년 이전 고지독일            |
| 홀 (Zepter)                                | 14세기 상반기 독일              |
| 성수채                                     | 14세기 상반기 독일              |
| 사슬 달린 성해함                           | 1368년경 로마 또는 프라하       |
| 세례자 요한의 제의 성해함                  | 1368년경 로마 또는 프라하       |
| 그리스도의 구유 깎아낸 것의 성해함         | 1368년경 로마 또는 프라하       |
| 안나의 팔뼈 성해함                         | 1350년 이후 프라하              |
| 세례자 요한의 이빨 성해함                  | 1350년 이후 보헤미아            |
| 제국관 상자                                | 1350년 이후 프라하              |
| 최후의 만찬 때 쓴 식탁보 성해함            |                                 |

## 그림

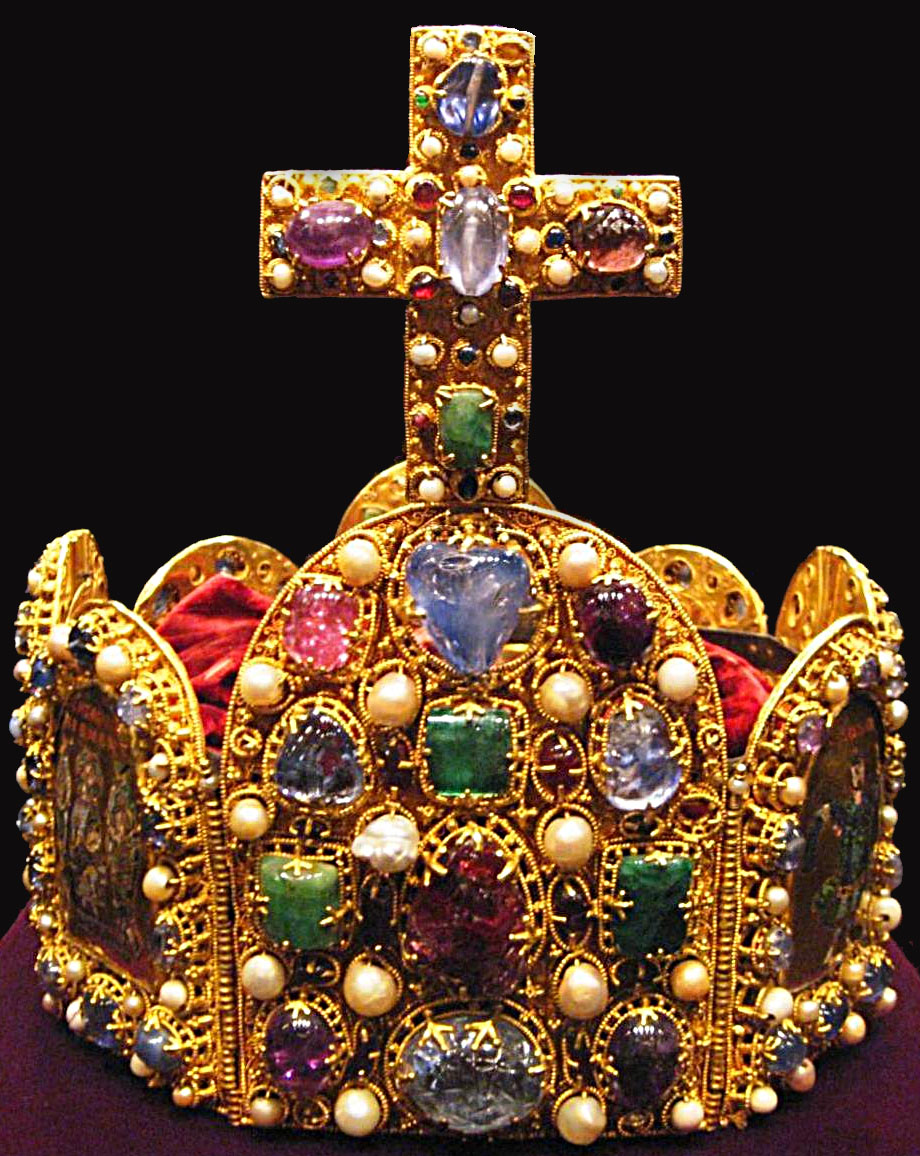
제국관
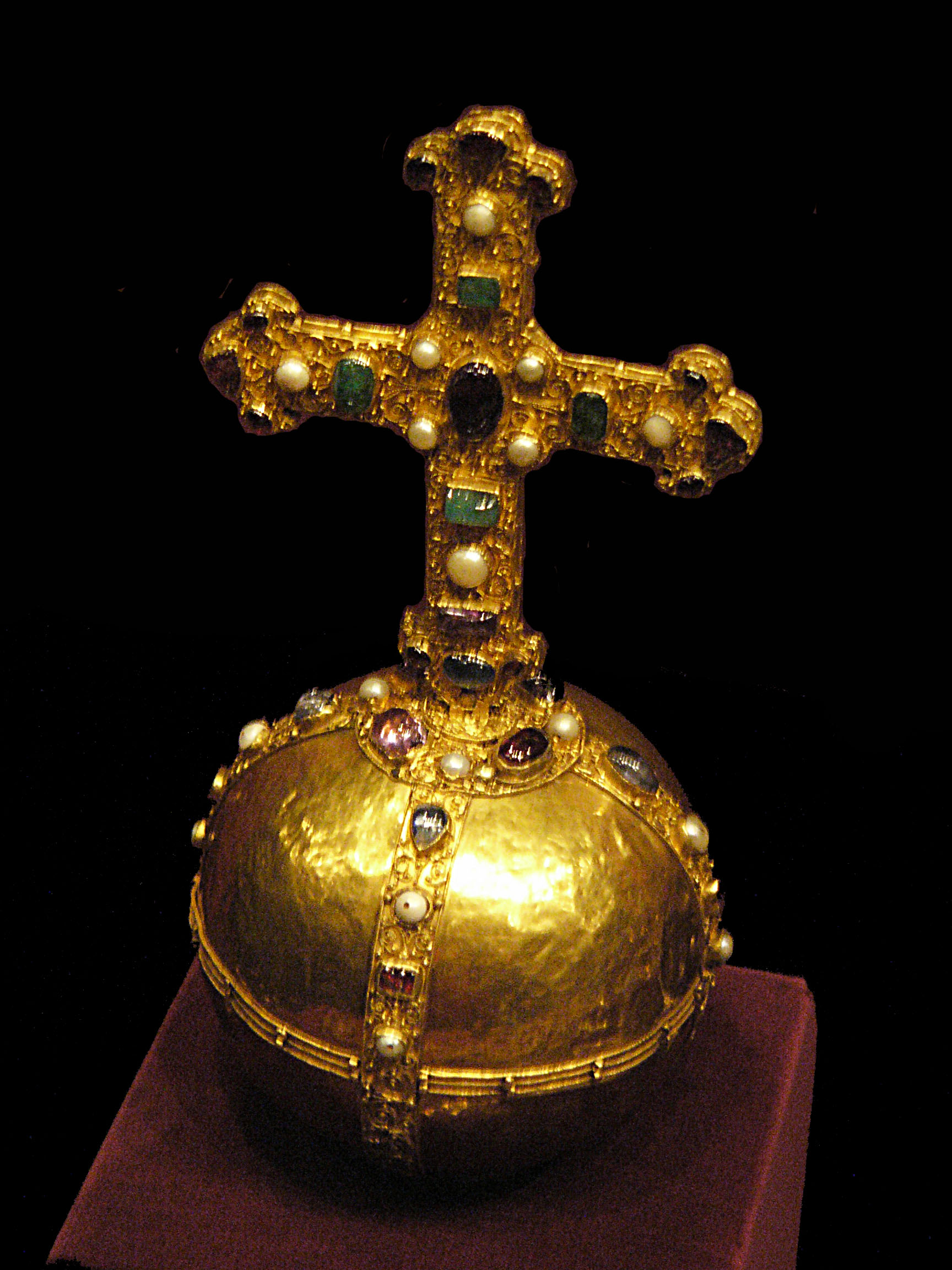
제국보주
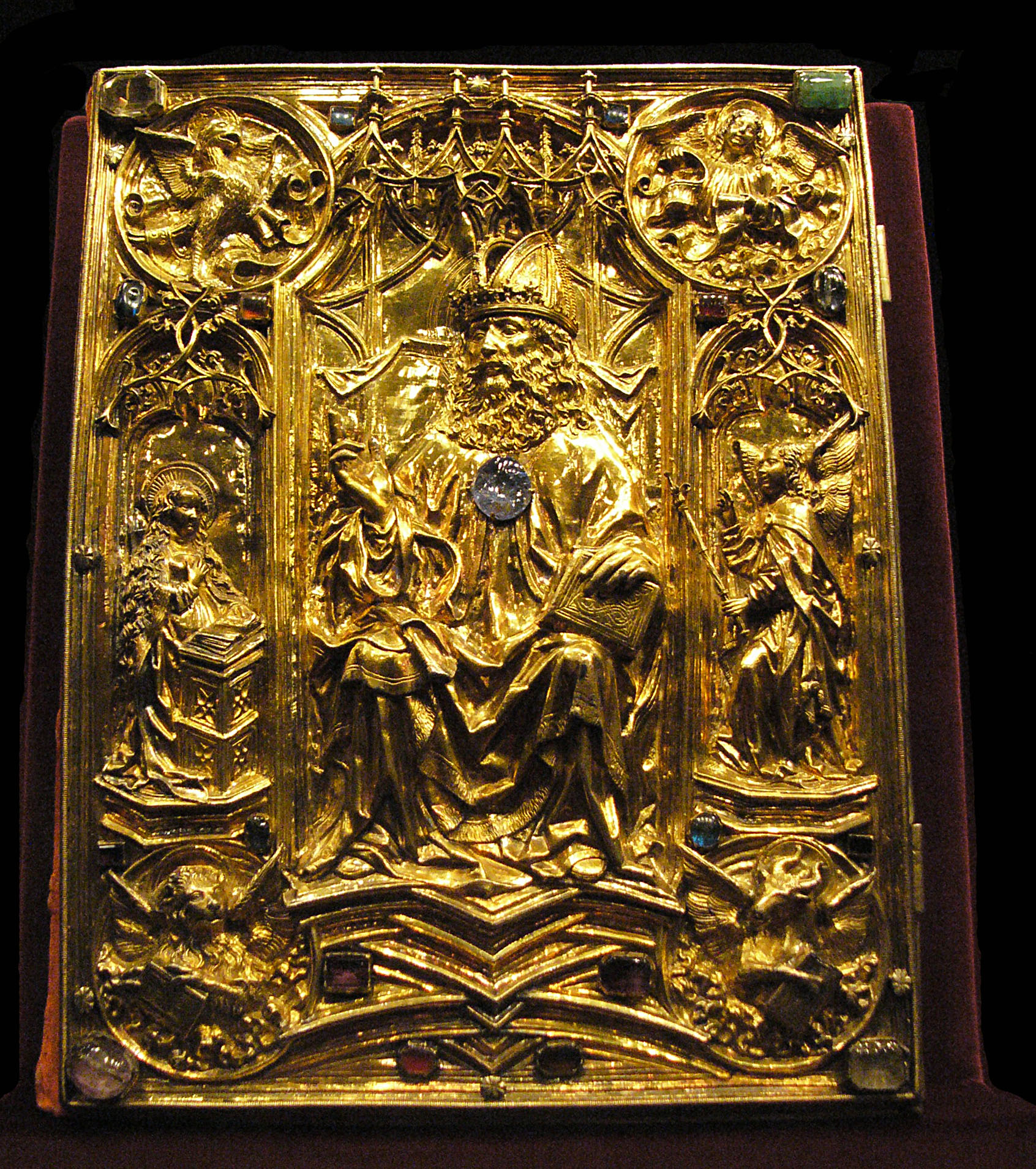
대관복음서
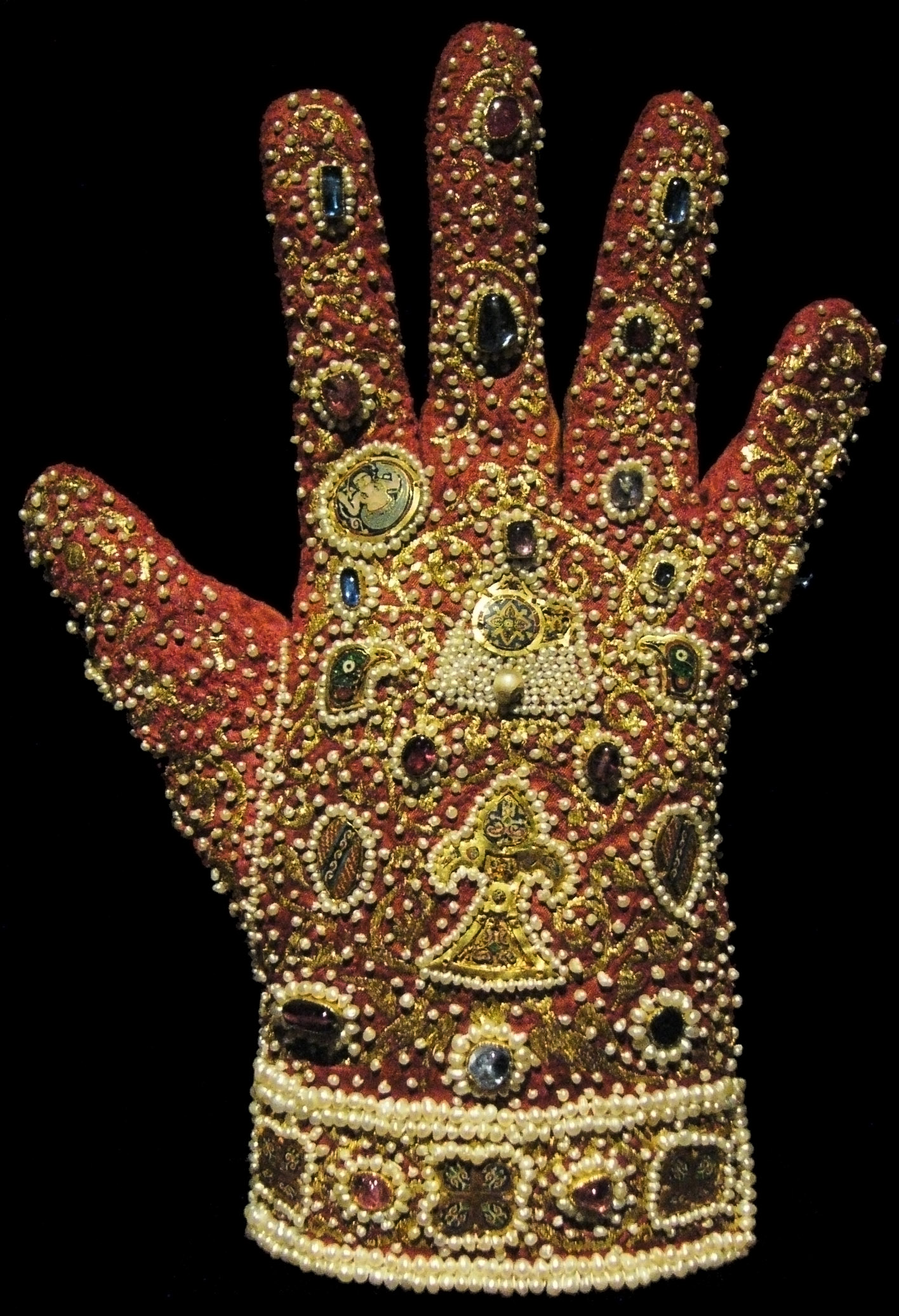
장갑
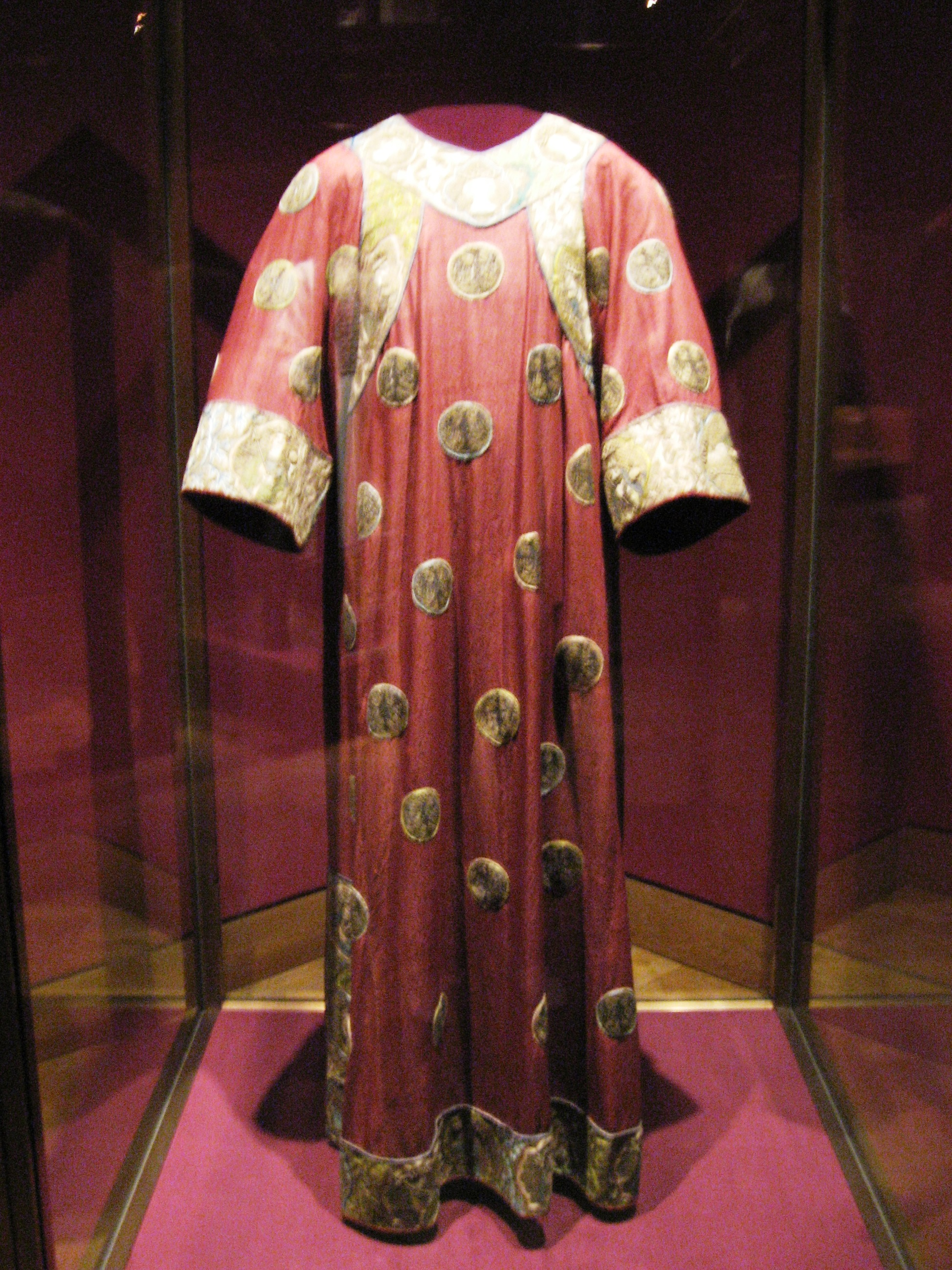
수리대례복
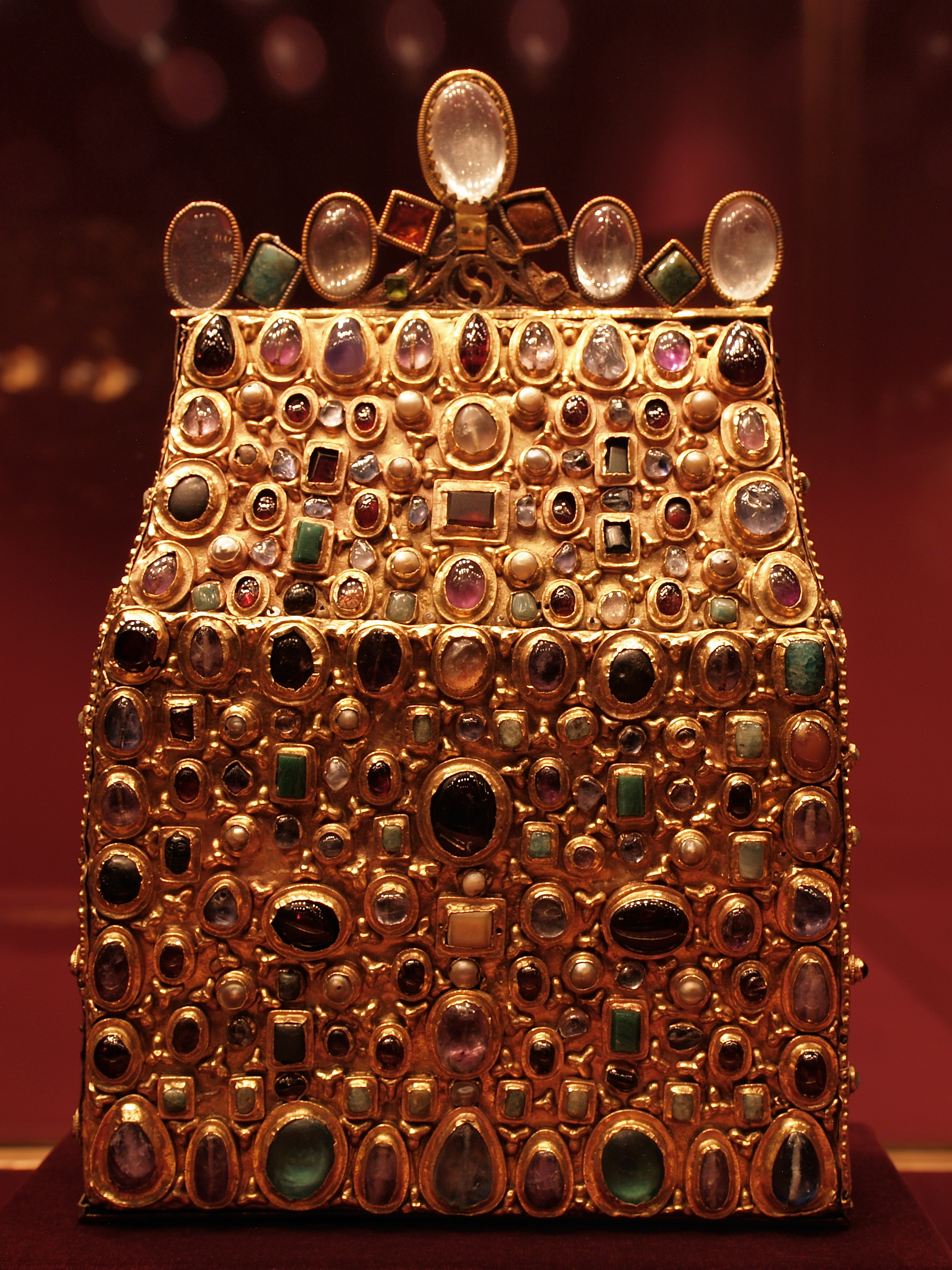
슈테판의 성체포낭
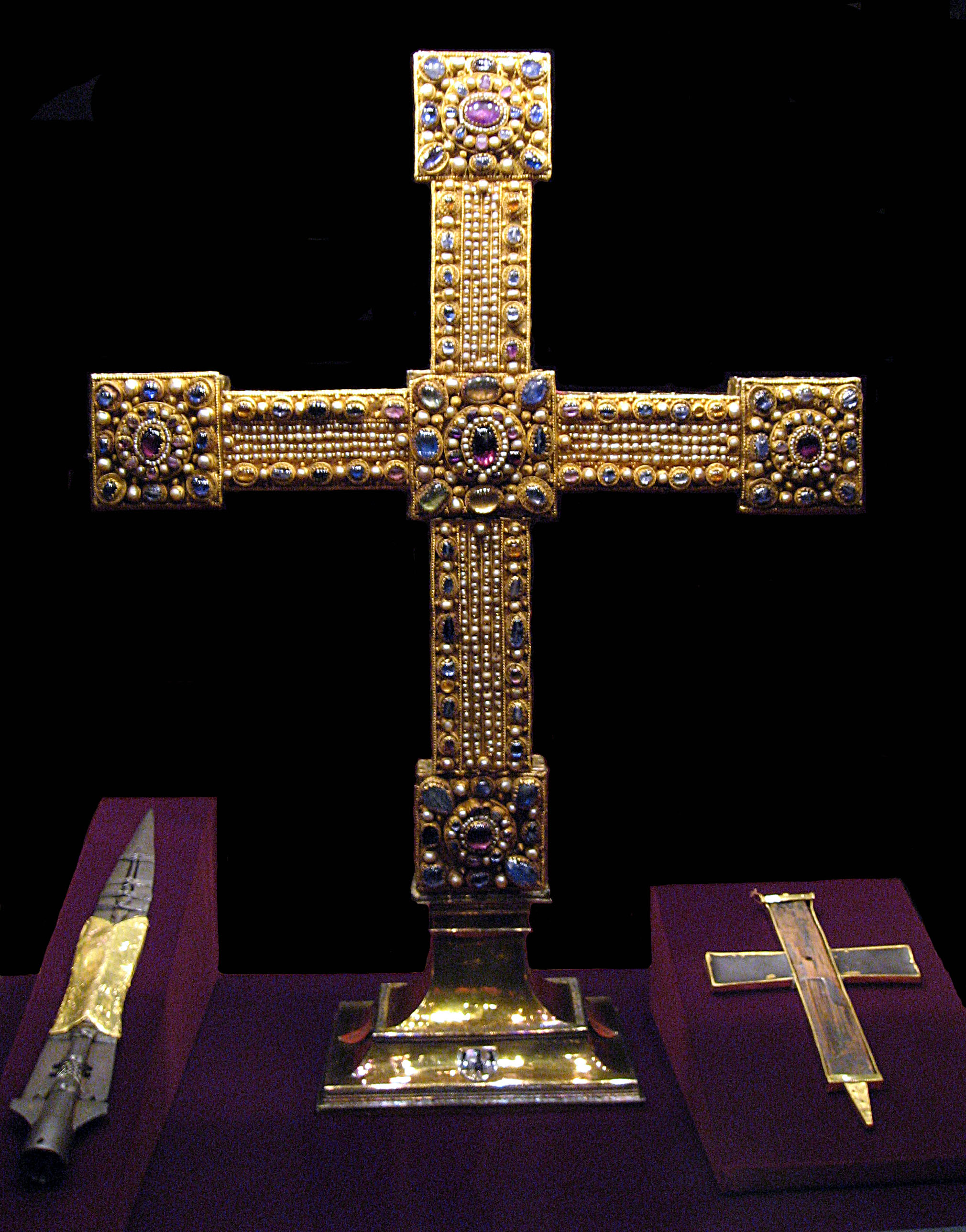
성창, 제국십자가, 참십자가 조각
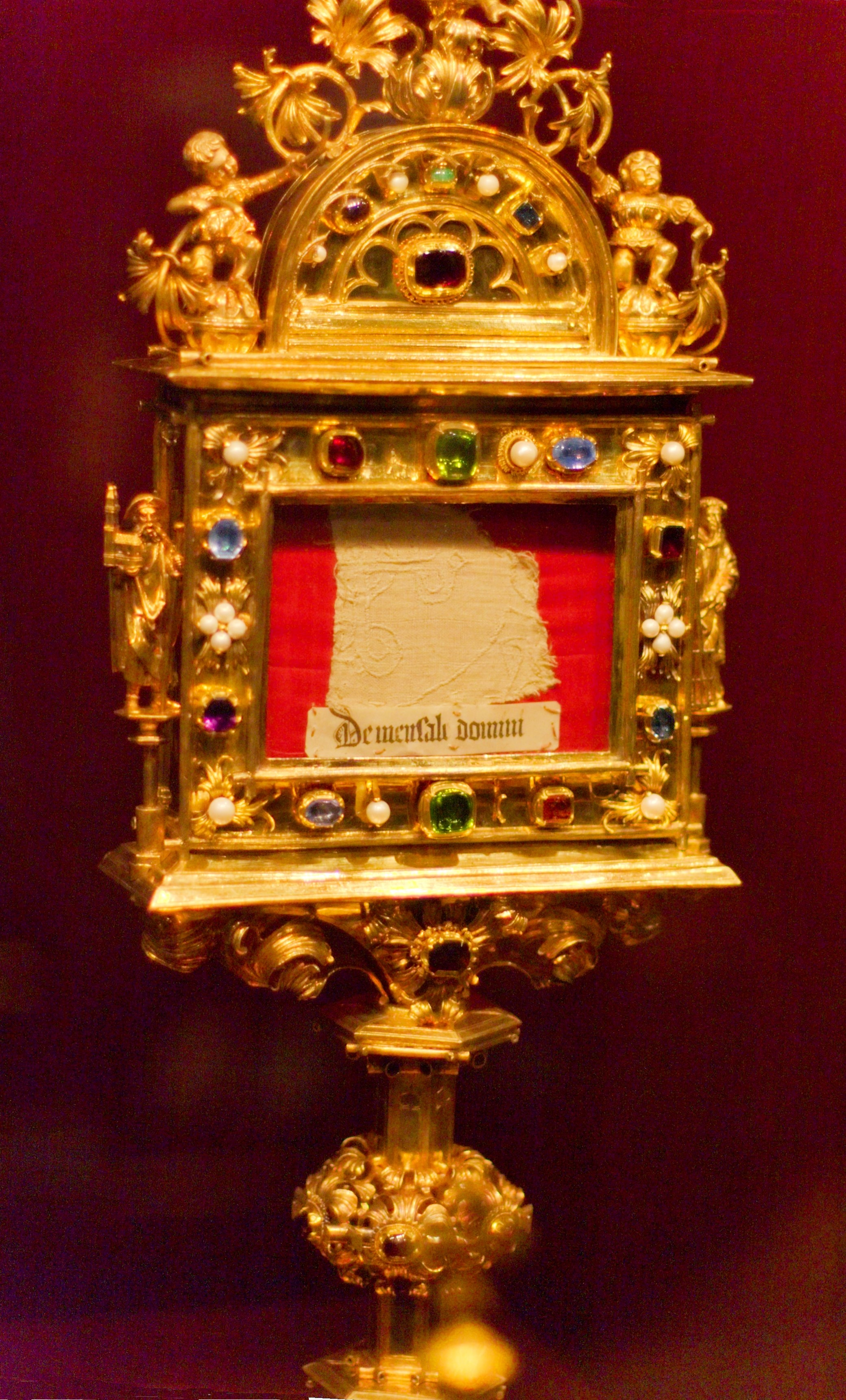
최후의 만찬 식탁보 성해함
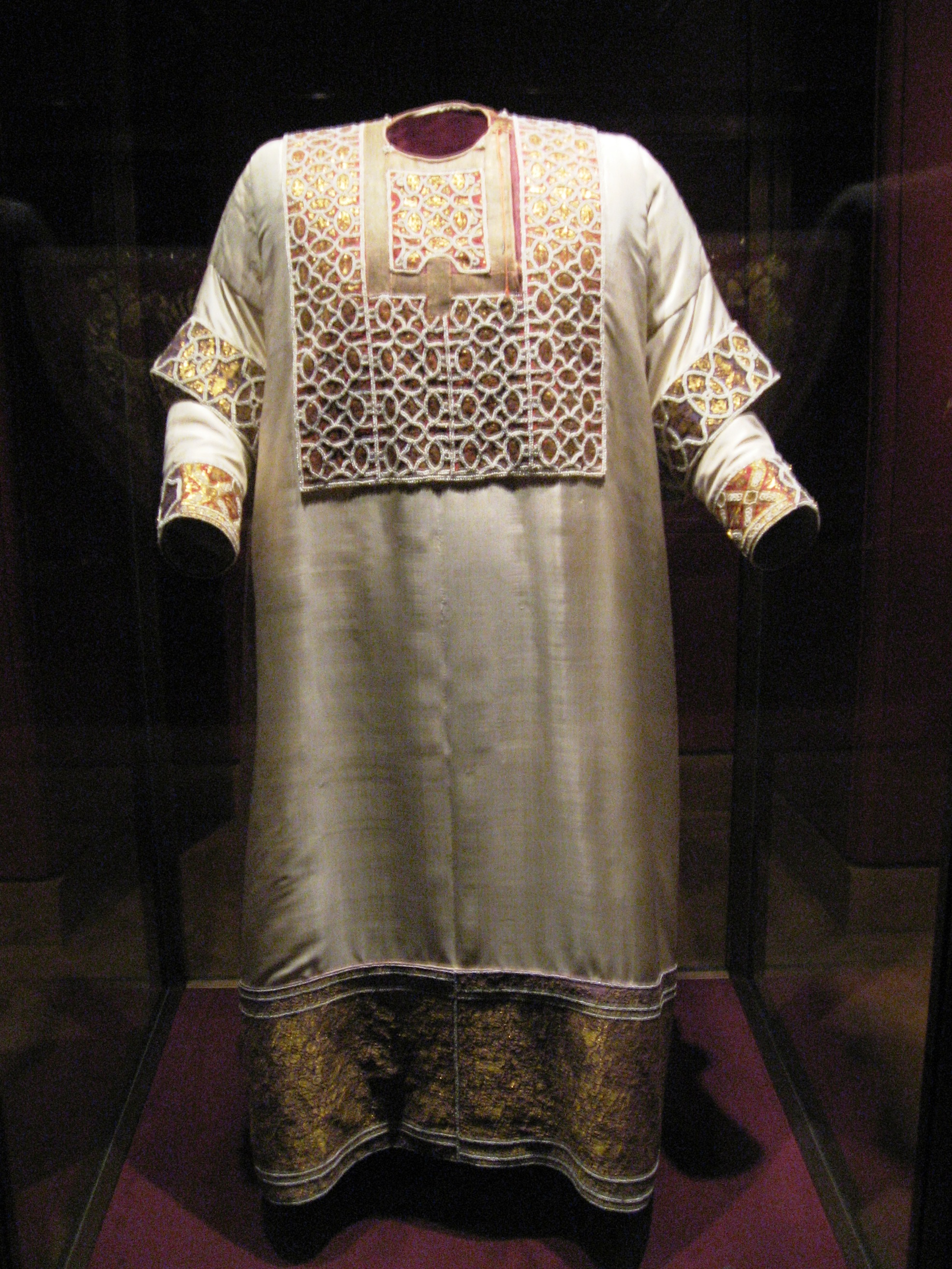
장백의
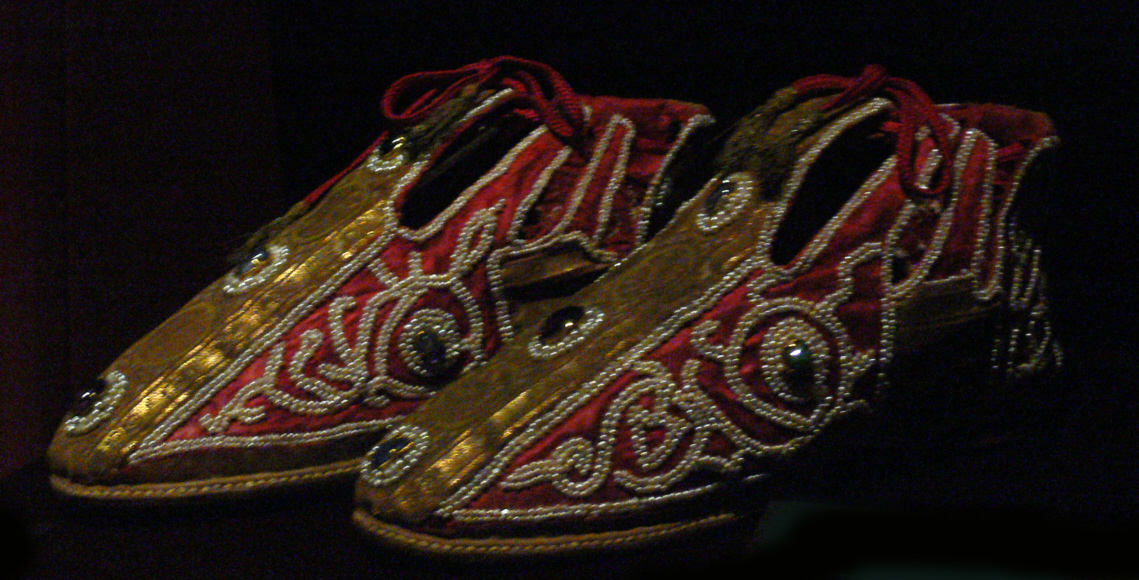
구두
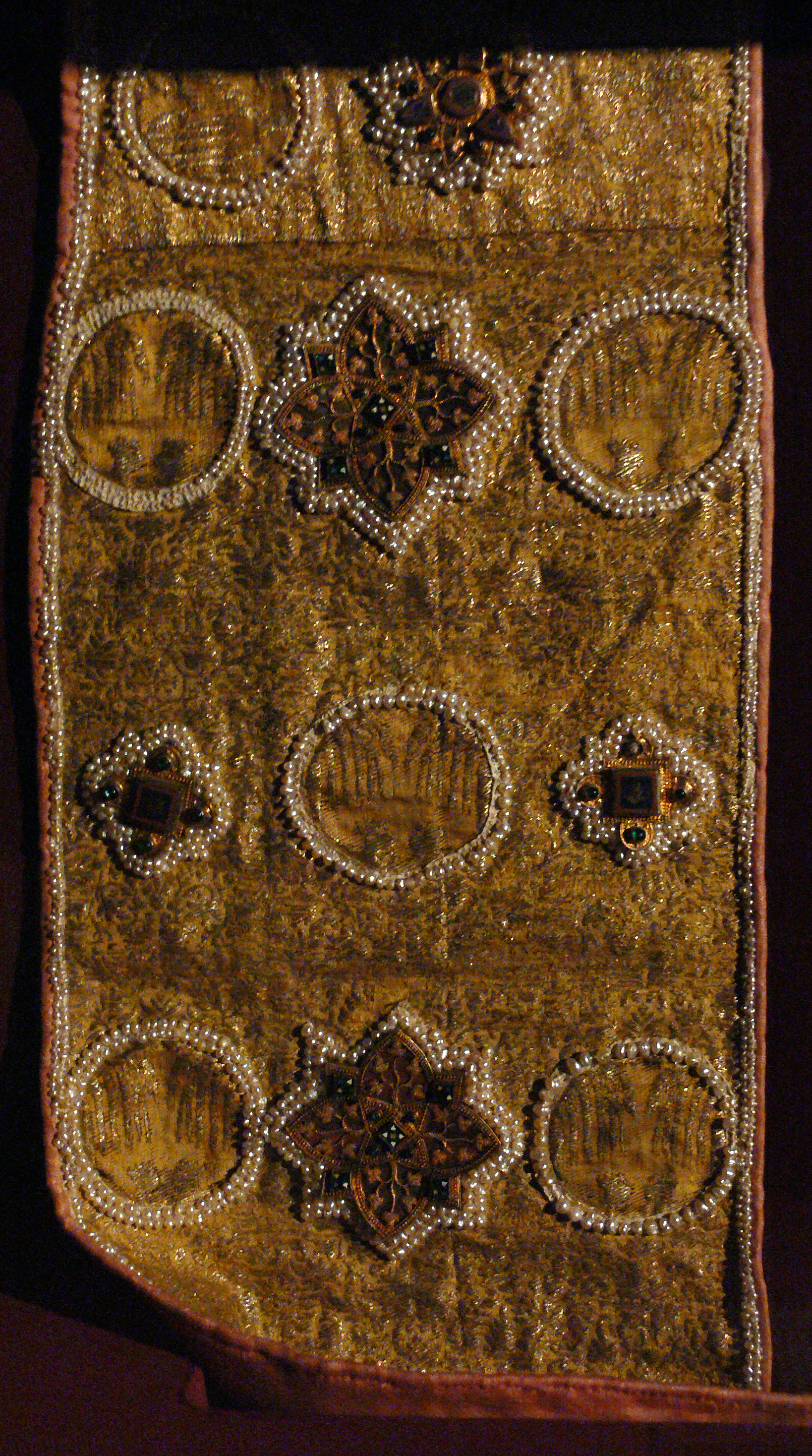
영대
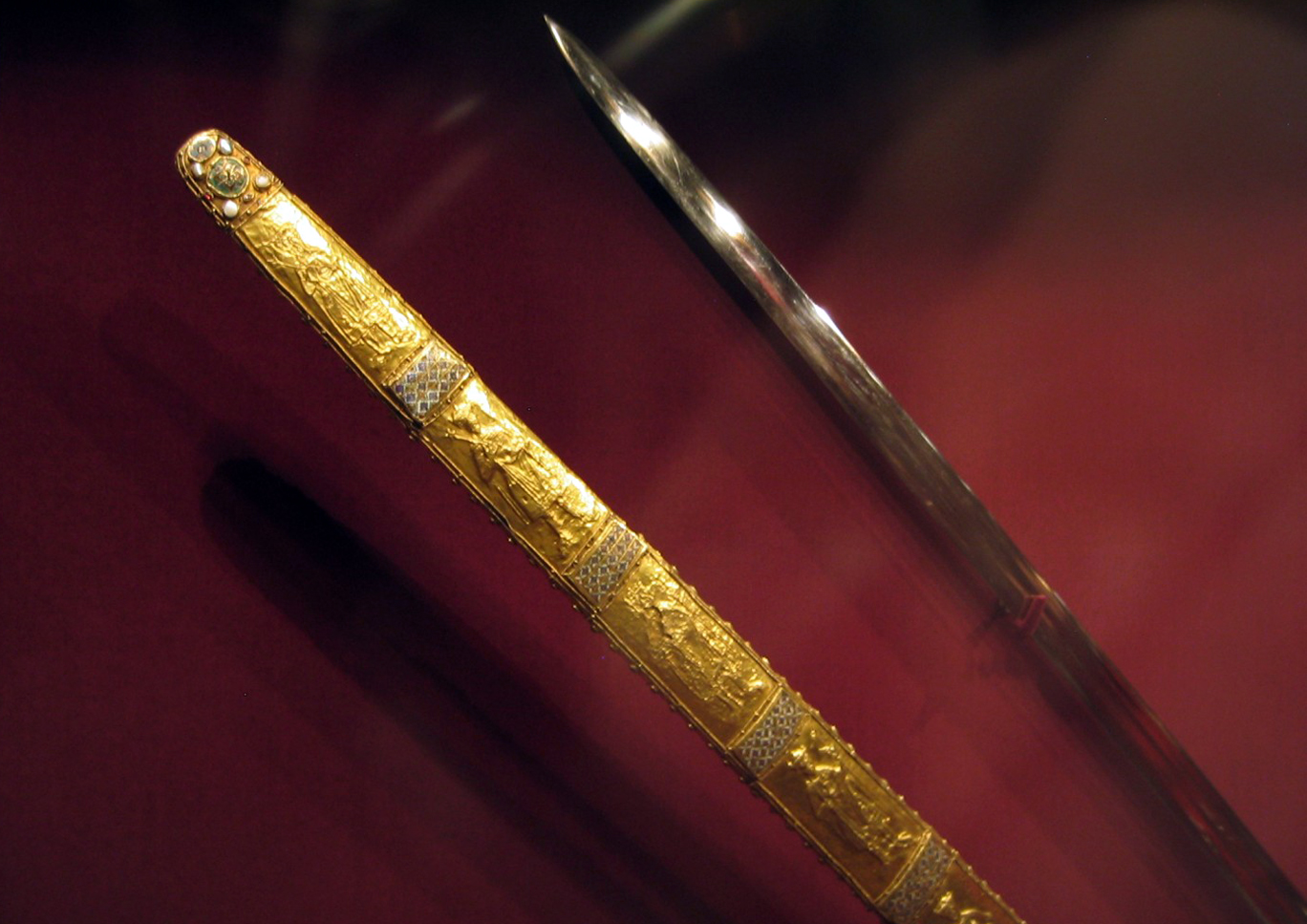
제국검
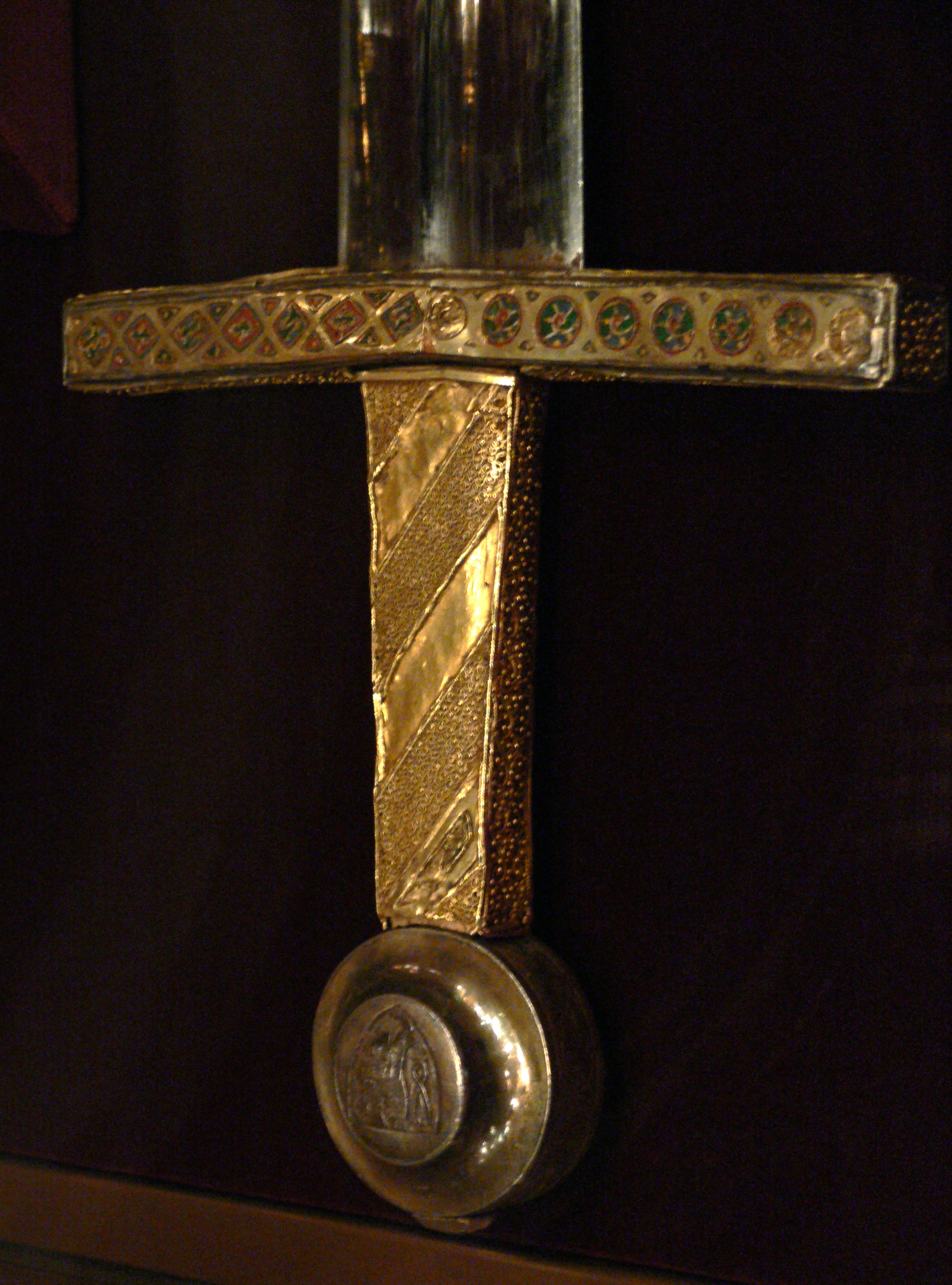
의전검
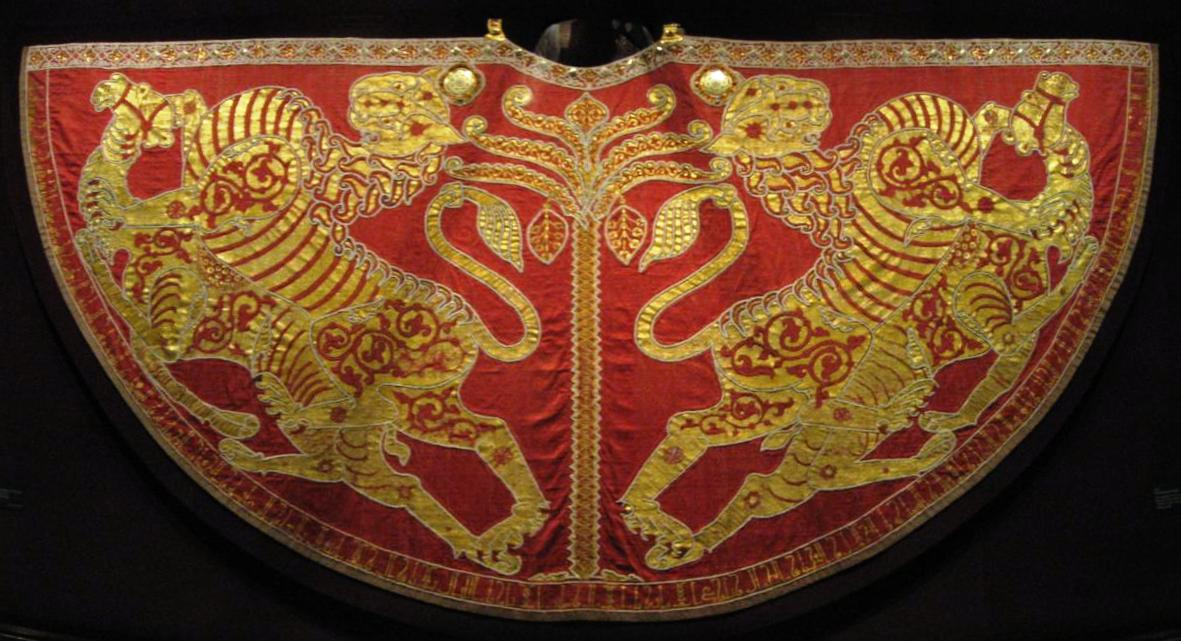
대관망토